# Levaja Chetta
De Levaja Chetta (Russisch: Левая Хетта) is een rivier in het Russische autonome district Jamalië in West-Siberië. De rivier heeft haar bronnen op de noordelijke uitlopers van de Siberische heuvelrug en stroomt over een moerasachtig deel van het West-Siberisch Laagland in noordelijke-noordoostelijke richting parallel aan de Nadym. Op ongeveer 30 kilometer ten zuidoosten van de stad Nadym stroomt de Levaja Chetta in de Nadym.